# 정부위원
정부위원(政府委員)은 각부 장관을 보좌하고 국회에 출석해 발언할 수 있는 정부 소속의 공무원을 말한다. 국무총리나 국무위원 이외에 정부위원도 국회에 출석하여 답변할 수 있지만, 정부위원은 다른 정부위원으로 하여금 출석·답변하게 할 수는 없다.